# Agnes Keith
Agnes Keith (Castello di Dunnottar, 1540 circa – Edimburgo, 16 luglio 1588) in prime nozze sposò James Stewart Reggente di Scozia e fratellastro, illegittimo, di Maria Stuarda, quale moglie del reggente Agnes divenne non solo la cognata della regina, ma anche una delle donne più potenti del paese dal 1567, anno in cui James assunse la reggenza, alla morte del marito, tre anni dopo. In seconde nozze sposò Colin Campbell, VI conte di Argyll, erede presuntivo del contado di Argyll che infine ereditò dal fratello nel 1573. In quel periodo Agnes entrò in una disputa circa i gioielli della regina che a suo tempo aveva avuto in custodia, quando le fu chiesto di renderli al governo rifiutò e per questo scoppiò un'aspra lite con il reggente James Douglas, IV conte di Morton.

## La cognata della regina
Agnes Keith nacque attorno al 1540 al Castello di Dunnottar, nell'Aberdeenshire, da William Keith, IV conte di Marishal (morto 7 ottobre 1581) e Margaret Keith. Per parte di madre non aveva un'ascendenza particolarmente brillante, mentre per parte di padre, Agnes discendeva da Giacomo I di Scozia e da sua moglie Giovanna Beaufort a sua volta nipote, seppure illegittimamente, di Edoardo III d'Inghilterra.
Agnes aveva due fratelli, di cui il maggiore morto prima del padre, e sei sorelle, tutte maritate, per parte di padre era nipote di Elizabeth Gordon, contessa di Huntly il cui marito George Gordon, IV conte di Huntly, su sua spinta si era ribellato contro Maria Stuarda, l'esercito della regina lo sconfisse e venne quindi messo in carcere nel 1562 dove morì prima del processo. Sempre per parte di padre era prima cugina con Jean Gordon che in prime nozze sposò James Hepburn, IV conte di Bothwell, l'uomo che divenne poi il terzo ed ultimo marito di Maria. Suo padre era membro del Consiglio privato di Scozia e combatté contro gli inglesi alla Battaglia di Pinkie Cleugh.
Agnes era conosciuta anche come Annabel o Annas.
L'8 febbraio 1561 o 1562 presso la Cattedrale di Sant'Egidio, a Edimburgo, o all'Holyrood Abbey Agnes sposò il fratellastro di Maria, James Stewart, egli era uno dei più fidati consiglieri della sorellastra ed era stato insignito del titolo di Conte di Mar il giorno prima delle nozze. Al matrimonio assistette buona parte della nobiltà e il sermone venne tenuto dal grande teologo scozzese John Knox. Alla cerimonia seguirono tre giorni di grandi festeggiamenti tenutisi all'Holyrood Palace che vennero grandemente rimproverati dallo stesso Knox per la loro magnificenza del tutto contraria all'austerità che egli predicava. Maria prese immediatamente a ben volere la cognata che, diversi storici ritengono fosse intelligente e dotata di spirito oltre che dotata di una buona educazione.
Agnes e il marito ebbero tre figlie:
- Elizabeth Stewart (tardo 1565-18 novembre 1591), sposò James Stewart, II conte di Moray
- Annabel Stewart (1568 o 1569-1570)
- Margaret Stewart (entro il 18 aprile 1570-prima del 3 agosto 1586), nata postuma.

Nel gennaio 1562 Maria diede segretamente al fratellastro il titolo di Conte di Moray, che effettivamente apparteneva allo zio acquisito di Agnes, George Gordon, IV conte di Huntly, più avanti James rinunciò al contado di Mar, che apparteneva per tradizione agli Erskine (la famiglia di sua madre), ma tenne quello di Moray. Questo spinse Gordon a sollevare una rivolta contro la regina nelle Highlands. Come detto sopra tale rivolta fu voluta anche dalla zia di Agnes, ma si rivelò un fallimento giacché James sconfisse Gordon alla Battaglia di Corrichie. Gordon venne incarcerato e alcuni dei suoi beni, confiscati, andarono a James ed Agnes.
James e la sorellastra si guastarono quando ella sposò, nel 1565, Enrico Stuart, Lord Darnley scelta che James aveva fortemente disapprovato, non sembra tuttavia che Agnes condividesse gli stessi sentimenti e visto il suo avanzato stato di gravidanza non le venne chiesto di seguire il marito in esilio in Inghilterra. Quella stessa estate James si ribellò apertamente contro la sorella nella rivolta nota come Chaseabout Raid e venne quindi dichiarato fuorilegge. Agnes restò nella loro casa dove verso la fine dell'anno diede alla luce la loro prima figlia, a seguito della sua uscita dal confinamento, cui erano sottoposte tutte le donne in stato interessante verso la fine della gravidanza fino a un certo periodo dopo il parto, Agnes prese in mano le proprietà di famiglia amministrandole senza il marito assente. James tornò in patria dopo l'omicidio di Davide Rizzio, nell'estate seguente quando la regina lo perdonò.
In quell'estate Maria diede alla luce il suo unico figlio James ed Agnes fu una delle donne che più le stettero accanto. Nei primi giorni del febbraio 1567 Agnes ebbe un aborto, cosa che diede a suo marito la possibilità di lasciare Edimburgo senza indugio, poco dopo a Kirk o' Field Darnley venne ucciso.

## La moglie del reggente
Il 15 giugno di quell'anno a seguito della Battaglia di Carberry Hill Maria venne deposta da una confederazione di Lord assai contrariati dal suo matrimonio, voluto o no, con James Hepburn, IV conte di Bothwell, in quel momento James era in Francia e Maria venne portata al Castello di Loch Leven. I Lord non erano intenzionati a trasmettere le sue lettere al fratellastro, ma permisero che Agnes e sua suocera restassero con lei al castello. Il 24 luglio Maria abdicò in favore del figlio.
Un mese dopo circa, il 22 agosto James venne dichiarato reggente per il nipote Giacomo VI di Scozia, il reggente di un re bambino era un uomo molto potente e va da sé che anche sua moglie acquisiva un grande potere. Agnes si rivelò essere una donna di chiara intelligenza politica e capace di intimidire tanto che erano in pochi quelli che volevano incorrere nella sua ira. Circa un anno dopo, alla vigilia della Battaglia di Langside, si scontrò con il cugino George Gordon, V conte di Huntly che aveva deciso di supportare la regina e non loro.
James venne assassinato a Linlithgow nel gennaio 1570 da James Hamilton un seguace di Maria. James stava passando in una processione a cavallo per le vie della città quando Hamilton gli sparò da una finestra con una pistola ferendolo mortalmente. Agnes era incinta al momento della morte del marito e poco dopo diede alla luce un'altra femmina, ella passò i due anni seguenti ad amministrare le proprietà di famiglia e a combattere tutta una serie di battaglie legali per ottenere una ricompensa finanziaria che coprisse gli anni in cui James era stato reggente. Nel 1570 sua suocera Margaret Erskine era con la sua secondogenita, Annabell, in una dimora presso il castello di Loch Leven e benché la bambina venisse descritta come una bimba allegra e vivace in quello stesso anno Margaret dovette scrivere alla nuora della sua morte.

## I gioielli della regina
Fra il 13 gennaio 1571 e il 26 febbraio 1572 Agnes sposò Colin Campbell, VI conte di Argyll, figlio di Archibald Campbell, IV conte di Argyll, ed Erede presuntivo al contado di Argyll. Insieme i due ebbero tre figli:
- Colin Campbell (morto prima del 15 maggio 1619)
- Jane Campbell
- Archibald Campbell, VII conte di Argyll, che in prime nozze sposò Agnes Douglas da cui ebbe diversi figli fra cui Archibald Campbell, I marchese di Argyll.

Il 25 aprile 1573 Agnes venne scomunicata per la sua mancanza di devozione al marito. Scomunica o no il 12 settembre di quell'anno suo cognato Archibald Campbell, V conte di Argyll morì senza figli e il marito ne ereditò il titolo rendendo Agnes Contessa di Argyll.
Al tempo in cui Maria era stata tratta in custodia presso il castello di Loch Leven Agnes ne aveva ricevuto in custodia i gioielli e con lei erano rimasti anche dopo la partenza della regina. Poco dopo la morte di James Maria le scrisse dal Castello di Tutbury perché le venissero restituiti, ella infatti desiderava che le fossero spediti in Inghilterra tutti i gioielli incluso un prezioso di diamanti e rubini noto come la Grande H., il Grande Harry le era stato donato infatti dal suocero Enrico II di Francia al momento del suo primo matrimonio.
Anche George Gordon, I marchese di Huntly perorò le richieste di Maria in una lettera del 1º novembre 1570 ed ella scrisse di nuovo ad Agnes nel gennaio seguente e non era la sola a volerli, li reclamò infatti anche il nuovo reggente Matthew Stuart. Di fronte al dilemma se cedere o no i preziosi a Maria o al governo scozzese, ben sapendo che il marito ne aveva venduti alcuni ad Elisabetta I d'Inghilterra per avere fondi allo scopo di muovere guerra alla regina, Agnes scelse di tenerseli.
Il desiderio di Agnes di non cederli provocò un aspro conflitto che vide lei e il marito contrapposti al nuovo reggente James Douglas, IV conte di Morton che minacciava i due di arresto a meno che non restituissero i gioielli che, a suo parere, appartenevano alla corona. Agnes replicò che vedeva il loro possesso come un risarcimento per le spese e i debiti che lei e James avevano dovuto affrontare durante la reggenza e poiché in effetti non vennero restituiti lei e il marito vennero dichiarati dei ribelli il 3 febbraio 1574. Agnes scrisse numerose volte al parlamento scozzese e scrisse anche alla regina Elisabetta chiedendo che intervenisse a suo favore, tali lettere finirono tutte in mano al segretario di Elisabetta Francis Walsingham.
Il tira e molla andò avanti fino al 5 marzo 1575 quando il conte restituì i gioielli al reggente a nome suo e della moglie, successivamente Colin ebbe parte nella caduta politica di Morton e alla perdita della reggenza tre anni dopo.
Le cronache riportano che Colin fosse molto guidato dalla moglie che era ritenuta una politica intelligente e temibile.
Agnes morì a Edimburgo il 16 luglio 1588 e venne sepolta accanto al primo marito nella Cattedrale di Sant'Egidio.

## Ascendenza
|                                     |                   |                                  | Genitori                          |  |  | Nonni |  |  | Bisnonni                            |  |  | Trisnonni                          |  |
|                                     |                   |                                  |                                   |  |  |       |  |  | William Keith, II conte maresciallo |  |  | William Keith, I conte maresciallo |  |
|                                     |                   |                                  |                                   |  |  |       |  |  | William Keith, II conte maresciallo |  |  | William Keith, I conte maresciallo |  |
|                                     |                   | Margaret Erskine                 |                                   |  |  |       |  |  | William Keith, II conte maresciallo |  |  |                                    |  |
| Robert Keith                        |                   |                                  |                                   |  |  |       |  |  | William Keith, II conte maresciallo |  |  |                                    |  |
|                                     |                   | lady Elizabeth Gordon            | George Gordon, II conte di Huntly |  |  |       |  |  |                                     |  |  |                                    |  |
|                                     |                   | lady Elizabeth Gordon            | George Gordon, II conte di Huntly |  |  |       |  |  |                                     |  |  |                                    |  |
|                                     |                   | lady Elizabeth Gordon            | Annabella Stuart                  |  |  |       |  |  |                                     |  |  |                                    |  |
| William Keith, IV conte maresciallo |                   | lady Elizabeth Gordon            |                                   |  |  |       |  |  |                                     |  |  |                                    |  |
|                                     |                   | John Douglas, II conte di Morton | James Douglas, I conte di Morton  |  |  |       |  |  |                                     |  |  |                                    |  |
|                                     |                   | John Douglas, II conte di Morton | James Douglas, I conte di Morton  |  |  |       |  |  |                                     |  |  |                                    |  |
|                                     |                   | John Douglas, II conte di Morton | Joan Stuart                       |  |  |       |  |  |                                     |  |  |                                    |  |
| lady Elizabeth Douglas              |                   | John Douglas, II conte di Morton |                                   |  |  |       |  |  |                                     |  |  |                                    |  |
|                                     |                   | Janet Crichton                   | sir Patrick Crichton              |  |  |       |  |  |                                     |  |  |                                    |  |
|                                     |                   | Janet Crichton                   | sir Patrick Crichton              |  |  |       |  |  |                                     |  |  |                                    |  |
|                                     |                   | Janet Crichton                   | Katherine Turing                  |  |  |       |  |  |                                     |  |  |                                    |  |
| lady Agnes Keith                    |                   | Janet Crichton                   |                                   |  |  |       |  |  |                                     |  |  |                                    |  |
|                                     | sir William Keith | sir Gilbert Keith                |                                   |  |  |       |  |  |                                     |  |  |                                    |  |
|                                     | sir William Keith | sir Gilbert Keith                |                                   |  |  |       |  |  |                                     |  |  |                                    |  |
|                                     | sir William Keith | Marian Ogstoun                   |                                   |  |  |       |  |  |                                     |  |  |                                    |  |
| William Keith                       | sir William Keith |                                  |                                   |  |  |       |  |  |                                     |  |  |                                    |  |
|                                     |                   | Janet Dunbar                     | sir James Dunbar                  |  |  |       |  |  |                                     |  |  |                                    |  |
|                                     |                   | Janet Dunbar                     | sir James Dunbar                  |  |  |       |  |  |                                     |  |  |                                    |  |
|                                     |                   | Janet Dunbar                     | Eupheme Dunbar                    |  |  |       |  |  |                                     |  |  |                                    |  |
| Margaret Keith                      |                   | Janet Dunbar                     |                                   |  |  |       |  |  |                                     |  |  |                                    |  |
|                                     |                   | Andrew Gray, II signore di Gray  | Patrick Gray                      |  |  |       |  |  |                                     |  |  |                                    |  |
|                                     |                   | Andrew Gray, II signore di Gray  | Patrick Gray                      |  |  |       |  |  |                                     |  |  |                                    |  |
|                                     |                   | Andrew Gray, II signore di Gray  | Annabella Forbes                  |  |  |       |  |  |                                     |  |  |                                    |  |
| Janet Gray                          |                   | Andrew Gray, II signore di Gray  |                                   |  |  |       |  |  |                                     |  |  |                                    |  |
|                                     |                   | lady Elizabeth Stuart            | John Stewart, I conte di Atholl   |  |  |       |  |  |                                     |  |  |                                    |  |
|                                     |                   | lady Elizabeth Stuart            | John Stewart, I conte di Atholl   |  |  |       |  |  |                                     |  |  |                                    |  |
|                                     |                   | lady Elizabeth Stuart            | lady Eleanor Sinclair             |  |  |       |  |  |                                     |  |  |                                    |  |
|                                     |                   | lady Elizabeth Stuart            |                                   |  |  |       |  |  |                                     |  |  |                                    |  |